# Orla Treacy
Orla Treacy, född 1973 i Bray, Wicklow, Irland, är en irländsk lärare och sedan år 2005 nunna tillhörande Loreto-systrarna.
Orla Treacy är delaktig i att driva en internatskola i Sydsudan som hon var med och startade 2006. Hon är idag rektor för skolan, som utöver utbildning även har en mottagning med sjuksköterskor med fokus på kvinnor och barns hälsa. I arbetet med skolan har hon även blivit engagerad i att förebygga förekomsten av barnäktenskap och tvångsgifte.
År 2019 fick Orla Treacy motta priset International Women of Courage Award.